# Landaisponny
Landaisponnyn är en inhemsk hästras från Frankrike som förr fanns vild och halvvild men som nu enbart avlas fram väldigt selektivt för att få fram bra barnponnyer. Rasen är tillsammans med Ariégeoisponnyn och Pottok de enda inhemska ponnyraserna i Frankrike och är en släkting till den primitiva och utdöda Tarpanen.

## Historia
Landaisponnyn har funnits i vilt tillstånd i Landes i Frankrike i flera århundraden. Den är troligen en ättling till den primitiva tarpanen eller från äldre hästar som avbildats i grottor i Frankrike som är över 30 000 år gamla. arabiska fullblod tillfördes troligen i de primitiva hästarna redan vid slaget i Poitiers år 732 och sedan igen under 1800-talet för att förädla rasen och även Landaisponnyns släkting Pottok förädlades med arabiska hingstar. Ännu mer blod korsades in i utvalda ponnyer år 1913, och då räknades hästbeståndet till ca 2000 ponnyer.
Efter andra världskriget var ponnyn nästan utdöd med bara 150 exemplar och inavel blev ett stort problem hos uppfödarna. Detta löstes genom att uppfödarna 1946 lät korsa de kvarvarande stona med hingstar av en mängd olika hästraser. För att få tillbaka den ursprungliga typen av Landaisponny började man avla mer systematiskt med hjälp av Welshponnyhingstar och mindre arabiska hingstar, även detta gjordes på Pottokponnyn. Lite senare gav man mer massa och förbättrad kroppsbyggnad till ponnyerna genom att korsa intyngre och kraftigare hästar. Landaisponnyn har sedan detta varit en stor stolthet och historiskt arv i Frankrike och ponnyerna ingick bland annat i att skapa den franska ridponnyn.

## Egenskaper
Landaisponnyn är idag ädlare och visar tydliga influenser från araberna, speciellt i ansiktet som ibland har en lätt inåtbuktande nosprofil och stora "rådjursögon". Halsen är muskulös och lätt böjd. Skimmel var en vanlig färg hos rasen medan de fortfarande levde vilt och halvvilt i skogarna i Landes men idag är färgen ovanlig. Ponnyn har ett fint steg och svansen bärs högt, vilket också är ett arv från araben.
Rasen är härdig och lättfödd med en naturlig tålighet mot både värme och kyla. Ponnyn är lättlärd och intelligent vilket gjort den populär som ridponny för barn och efterfrågan på rasen uppstod när de första ponnyridskolorna startades i Frankrike.
En större variant av rasen kallades förr Barthais och levde på slättlandet vid Chalosse där betet var bättre vilket gjorde dessa hästar tåligare och större. Dessa ingår numera under begreppet Landais.